# Cool for the Summer
«Cool for the Summer» es una canción interpretada por Demi Lovato, incluida en su quinto álbum de estudio Confident (2015). Lovato la compuso con ayuda Ali Payami, Alexander Kronlund, Savan Kotecha y Max Martin, y este último la produjo. Pertenece a los géneros pop y pop rock, y trata sobre una aventura bicuriosa en el verano con una mujer. Si bien Lovato empleó de nuevo el sonido pop rock que caracterizó a sus dos primeros álbumes de estudio en la canción, presentó una temática más sexual en comparación a sus anteriores sencillos. Hollywood Records la lanzó el 1 de julio de 2015 como el primer sencillo de su quinto álbum de estudio.
«Cool for the Summer» recibió tanto comentarios positivos como negativos. Los críticos han notado que tiene un estilo lírico diferente a los anteriores sencillos de la cantante. Comercialmente, logró entrar a las listas de países como Estados Unidos, Australia, Canadá, España y Francia. El 23 de julio de 2015, Lovato estrenó el vídeo musical de «Cool for the Summer», dirigido por Hannah Lux Davis. Los críticos lo consideran «el más sensual» de la cantante. Para su promoción, Lovato concedió numerosas entrevistas y la interpretó en una serie de pool parties a través del Estados Unidos.

## Antecedentes y composición
Lovato compuso «Cool for the Summer» con Max Martin, Ali Payami, Alexander Kronlund y Savan Kotecha en marzo de 2015. En una entrevista con Ryan Seacrest, afirmó que la canción «tenía un balance entre pop y rock» y que «lo más complicado al crearla fue tratar de no hacerla muy rock para que así pudiera sonar en la [radio] mainstream, y [también] no hacerla muy pop sin ningún [elemento] rock». Además, la cantante dijo en una entrevista con AMP Radio que «es definitivamente una canción más madura y sexy para mí. Es un himno de verano. Este capítulo de mi vida es definitivamente significativo, siento que estoy embarcando en un nuevo viaje y esta canción es definitivamente [una forma de] celebrarlo».
«Cool for the Summer» es una canción pop con elementos del pop rock, e incorpora ritmos de sintetizadores y riffs de guitarra eléctrica. Tiene un tempo moderado que oscila entre 112 y 116 pulsaciones por minuto. Está compuesta en la tonalidad de do menor, y la voz de la cantante presenta un registro que se extiende desde si♭3 hasta fa5. Con «Cool for the Summer», la cantante emplea de nuevo el sonido pop rock que caracterizó a sus dos primeros álbumes de estudio, Don't Forget (2008) y Here We Go Again (2009), luego de incursionar en el R&B en Unbroken (2011) y en el bubblegum pop en Demi (2013). En contraste a lo anterior, la canción presenta una temática más sexual en comparación a sus anteriores sencillos. La producción consiste en una melodía de piano en la introducción, seguida de un ritmo de sintetizador que es acompañado por riffs de guitarra eléctrica en el estribillo. En la letra de «Cool for the Summer», Lovato narra una aventura bicuriosa en el verano con una mujer, lo que generó comparaciones con «I kissed a girl» de Katy Perry.

## Lanzamiento
El 6 de junio de 2015, Lovato se presentó en el festival DigiFest. Allí, le contó a los reporteros que «va a ser un verano realmente emocionante, no puedo esperar a que escuchen nueva música». El 20 de ese mismo mes, anunció en su cuenta de Twitter que haría una sesión de preguntas y respuestas través del programa radial Saturday Night Online el 4 de julio. Debido a esto, varios sitios web empezaron a publicar noticias sobre el posible lanzamiento de un nuevo sencillo de la cantante.
Christopher K, presentador de la radio de Sacramento reveló en su cuenta de Twitter que la canción se llamaba «Cool for the Summer».
A través de sus redes sociales, Lovato anunció oficialmente el título, publicó la portada y anunció que el 1 de julio sería la fecha de lanzamiento. De acuerdo con Tom Poleman, jefe de programación de la emisora IHeartRadio, «Confident» iba a ser el primer sencillo del quinto álbum de la cantante, pero eligieron a «Cool for the Summer» por estar relacionada con el verano. El 30 de junio, un día antes de la publicación oficial, se filtró en Internet.
Después de su lanzamiento, el noticiero Entertainment Tonight publicó en su cuenta de Twitter que muchos fanáticos habían acusado a Lovato de copiar «Domino» de Jessie J y «I kissed a girl» de Katy Perry. Ante esto, la cantante les respondió que la canción «no sonaba para nada igual» y que «con todos los avances que hemos hecho en la comunidad LGBT [...] creo que una artista puede besar a una chica y gustarle». Keith Girard de la revista The Improper la defendió al señalar que Max Martin, productor de la canción, había colaborado en «Domino» y «I kissed a Girl» y que «lo único que tienen en común son los mismos parámetros predecibles que constituyen la mayor parte de la música pop de hoy: [son] los mismos productores [los que] están creando una gran parte de las canciones. No hay duda del por qué suenan igual».
Usada como uno de los temas en el evento SummerSlam 2015 de la empresa WWE.

## Recepción

### Comentarios de la crítica

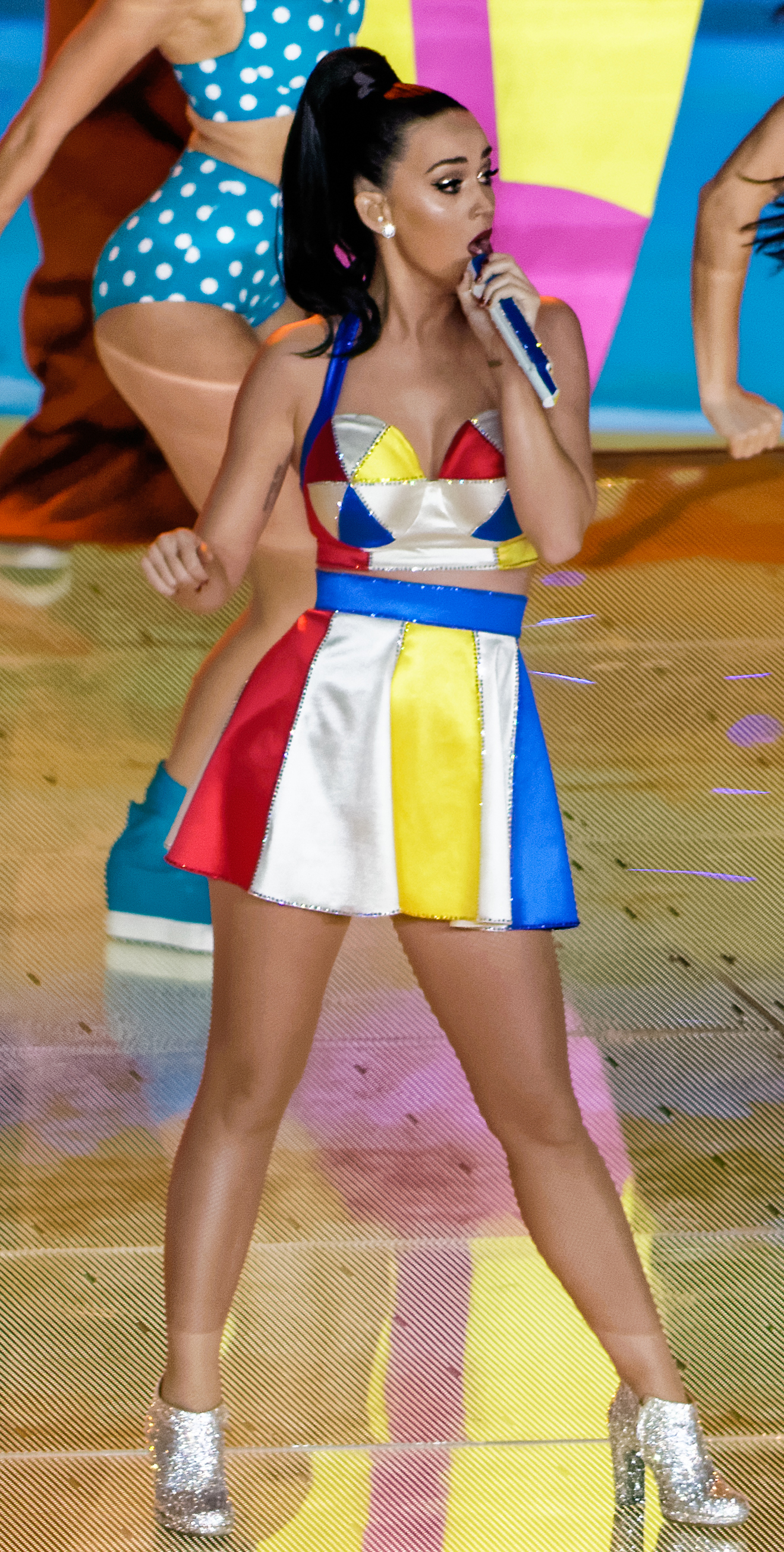
«Cool for the Summer» recibió comparaciones con «I kissed a girl» de Katy Perry.

«Cool for the Summer» recibió críticas aclamadas por parte de los críticos, quienes notaron que tenía un estilo lírico diferente a los anteriores sencillos de la cantante. Jason Lipshutz de Billboard la calificó con cuatro estrellas y media de cinco y señaló que con ella, Lovato «se ha convertido en una estrella pop más compleja, impredecible y poderosa». Bradley Stern de PopCrush la comparó con «I kissed a girl» de Katy Perry y dijo que: «Dado que Demi es más conocida por sus himnos de autoempoderamiento y baladas devastadoras, es muy genial e inesperado escucharla ponerse un poco bicuriosa y divertida en un éxito pop irreverente, aunque sea solo para el verano». Yasmeen Gharnit de Nylon la llamó «un himno de verano descarado» e indicó que «marca una transición de los anteriores álbumes de Lovato llenos de baladas». El sitio web Idolator le dio una calificación de 7.5 sobre 10; Bianca Gracie, editora de esa página, dijo que no era «innovadora», y Mike Wass del mismo sitio señaló que era «genial escuchar a Demi cantar algo frívolo y divertido». Nolan Feeney de Time llamó a la voz de la cantante «sensual» y nombró a «Cool for the Summer» el «dark horse del verano». Jessica Morris de PPcorn le dio una calificación de 2.9 sobre 5; dijo que «Lovato suena como cualquier otra estrella pop» y que «comparada con "Heart Attack" y "Really Don't Care", esta solo es una canción de relleno en el disco». De la misma manera, Michael Smith de Renowned for Sound le otorgó dos estrellas y media de cinco y señaló que «es un interesante movimiento en la carrera de Lovato, pero al final se queda como un experimento que no fue tan exitoso como pudo haber sido».

### Comercial
Tras su lanzamiento, «Cool for the Summer» llegó a la primera posición de las listas de iTunes de más de treinta países, incluidos Estados Unidos y Brasil. En este último, lo logró en solo 35 minutos.
El 2 de julio de 2015, llegó al número 1 en el Trending 140 de Billboard, ranking que incluye las canciones más mencionadas en Twitter cada hora. Durante la semana del 29 de junio al 5 de julio, vendió 80 000 descargas y generó 834 000 streams, lo que le permitió entrar en la posición 36 del Billboard Hot 100. En la siguiente semana, subió al número 28, ya que obtuvo 108 000 descargas y 2.4 millones de streams. Eventualmente, alcanzó la posición número 11 de dicha lista. En la lista Billboard Twitter Top Tracks, ingresó en el puesto 3, y en su segunda semana, subió al número 1. El 18 de julio de 2015, «Cool for the Summer» entró en la posición 50 del ranking Canadian Hot 100. En su tercera semana, llegó al puesto 37. Además, alcanzó la posición 22 en el Canadian Digital Songs. En México, la canción ingresó en el número 28 de la lista México Inglés Airplay. En su tercera semana, alcanzó la posición 21.
En Australia, alcanzó la posición 56 en el ranking ARIA Top 100 Singles y la 50 en el ARIA Digital Tracks. En España, ingresó en el puesto 13 del Top 50 Canciones en la edición del 5 de julio de 2015. Sin embargo, solo permaneció una semana en la lista. En Francia, alcanzó el número 64 del Top Singles Téléchargés. Con esto, se convirtió en la canción mejor posicionada de Lovato en la lista. En Finlandia, gracias a sus descargas digitales, «Cool for the Summer» alcanzó el puesto 3 en el Finland Digital Songs y el 17 en el Latauslista. En Grecia, logró llegar a la posición 1 del Greece Digital Songs en la edición del 18 de julio de 2015. También alcanzó la posición 35 en el Single Top 40 lista de Hungría y la 86 en el Top 100 Singles de Irlanda.

## Vídeo musical
Hannah Lux Davis dirigió el vídeo musical de «Cool for the Summer». La cantante lo estrenó en su cuenta de Vevo el 23 de julio de 2015.
Christina Garibaldi de MTV dijo que era «seductivo, atrevido y caliente» y que marcó «un nuevo capítulo en la carrera de Lovato, ya que de rebosa una confianza y sensualidad que nunca habíamos visto antes». Bianca Gracie de Idolator y Lewis Corner de Digital Spy lo consideraron como el «más caliente» de la cantante. Hayden Manders de Nylon dijo que el vídeo «no decepciona, pero de alguna manera pierde el objetivo» ya que «es raro que un vídeo para una canción que trata sobre experimentación homosexual no incluye ninguna. Tendrías que escuchar la letra para entender el mensaje subyacente porque el vídeo lo elude».
El video comienza con Lovato conduciendo por una ciudad con sus amigos. La escena se intercala con una escena en la que Lovato, vestida con látex negro, canta y se agita el cabello en un lugar aislado.El video continúa con Lovato y sus amigos llegando a una fiesta; se corta entre una serie de escenas que muestran personas en un trampolín y Lovato bailando y divirtiéndose en la fiesta.

## Formatos
- Descarga digital

| N.º | Título                | Escritor(es)                                                | Duración |  |
| 1.  | «Cool for the Summer» | Lovato, Max Martin, Ali Payami, Kotecha, Alexander Kronlund | 3:34     |  |

- Remixes

| N.º | Título                                       | Escritor(es)                                                | Duración |  |
| 1.  | «Cool for the Summer» (Todd Terry Remix)     | Lovato, Max Martin, Ali Payami, Kotecha, Alexander Kronlund | 4:47     |  |
| 2.  | «Cool for the Summer» (VARA Remix)           | Lovato, Max Martin, Ali Payami, Kotecha, Alexander Kronlund | 4:25     |  |
| 3.  | «Cool for the Summer» (Dave Audé Remix)      | Lovato, Max Martin, Ali Payami, Kotecha, Alexander Kronlund | 6:32     |  |
| 4.  | «Cool for the Summer» (Cahill Remix)         | Lovato, Max Martin, Ali Payami, Kotecha, Alexander Kronlund | 6:17     |  |
| 5.  | «Cool for the Summer» (Plastic Plates Remix) | Lovato, Max Martin, Ali Payami, Kotecha, Alexander Kronlund | 4:36     |  |
| 6.  | «Cool for the Summer» (Mike Cruz Remix)      | Lovato, Max Martin, Ali Payami, Kotecha, Alexander Kronlund | 7:23     |  |

## Versión rock
En enero de 2022, Lovato celebró un "funeral" para su música pop antes del lanzamiento de su octavo álbum de estudio Holy Fvck en agosto de ese año. El álbum, que adoptaba un sonido rock más pesado que se alejaba del sonido pop de los anteriores lanzamientos de Lovato, fue apoyado por el Holy Fvck Tour. El setlist incluía varias versiones rock de sus canciones pop más antiguas, entre ellas Cool for the Summer.
El 24 de marzo de 2023, Lovato lanzó una versión rock de su canción pop Heart Attack para conmemorar el décimo aniversario de la canción. El 18 de mayo, anunció a través de las redes sociales que lanzaría una versión rock de Cool for the Summer. Salió a la venta el 25 de mayo de 2023.

## Posicionamiento en listas

### Semanales
| País            | Lista (2015)                 | Mejor posición |
| --------------- | ---------------------------- | -------------- |
| Australia       | ARIA Top 100 Singles         | 20             |
| Australia       | ARIA Digital Tracks          | 50             |
| Bélgica (Fl)    | Ultratip                     | 7              |
| Brasil          | Brasil Hot 100 Airplay       | 91             |
| Canadá          | Canadian Hot 100             | 14             |
| Canadá          | Canadian Digital Songs       | 11             |
| Escocia         | Scottish Singles Chart       | 3              |
| Eslovaquia      | Singles Digital - Top 100    | 16             |
| España          | Top 50 Canciones             | 13             |
| Estados Unidos  | Billboard Hot 100            | 11             |
| Estados Unidos  | Digital Songs                | 10             |
| Estados Unidos  | On-Demand Songs              | 14             |
| Estados Unidos  | Adult Contemporary           | 26             |
| Estados Unidos  | Radio Songs                  | 7              |
| Estados Unidos  | Dance Club Songs             | 1              |
| Estados Unidos  | Streaming Songs              | 18             |
| Estados Unidos  | Pop Songs                    | 3              |
| Estados Unidos  | Adult Pop Songs              | 10             |
| Estados Unidos  | Rhythmic Songs               | 31             |
| Estados Unidos  | Dance/Mix Show Airplay       | 10             |
| Estados Unidos  | Billboard Twitter Top Tracks | 1              |
| Finlandia       | Latauslista                  | 17             |
| Finlandia       | Finland Digital Songs        | 3              |
| Francia         | Top Singles Téléchargés      | 64             |
| Grecia          | Greece Digital Songs         | 1              |
| Hungría         | Single Top 40 lista          | 35             |
| Irlanda         | Top 100 Singles              | 18             |
| Israel          | Media Forest TV Airplay      | 1              |
| Italia          | Italian Top Digital Download | 52             |
| Líbano          | Combined Chart               | 10             |
| Líbano          | English Chart                | 6              |
| México          | México Inglés Airplay        | 21             |
| México          | México Airplay               | 10             |
| Noruega         | VG-lista                     | 31             |
| Nueva Zelanda   | NZ Top 40 Singles Charts     | 9              |
| Países Bajos    | Dutch Single Top 100         | 77             |
| Reino Unido     | UK Singles Chart             | 7              |
| República Checa | Singles Digital - Top 100    | 10             |
| Suecia          | Sweden Top 100               | 63             |
| Suiza           | Schweizer Hitparade          | 64             |
| Venezuela       | Record Report                | 12             |

| País            | Lista (2022)              | Mejor posición |
| --------------- | ------------------------- | -------------- |
| Alemania        | Official German Charts    | 33             |
| Austria         | Ö3 Austria Top 40         | 26             |
| Eslovaquia      | Singles Digital - Top 100 | 22             |
| Estados Unidos  | Billboard Global 200      | 58             |
| Francia         | Top Singles Téléchargés   | 122            |
| Lituania        | AGATA                     | 23             |
| Portugal        | AFP                       | 94             |
| República Checa | Singles Digital - Top 100 | 21             |
| Suiza           | Schweizer Hitparade       | 53             |
| Vietnam         | Vietnam Hot 100           | 35             |

### Anuales
| País           | Lista (2015)       | Posición |
| -------------- | ------------------ | -------- |
| Canadá         | Canadian Hot 100   | 54       |
| Estados Unidos | Billboard Hot 100  | 53       |
| Estados Unidos | Pop Songs          | 25       |
| Estados Unidos | Dance Club Songs   | 34       |
| Estados Unidos | Adult Pop Songs    | 39       |
| Estados Unidos | Radio Songs        | 38       |
| Estados Unidos | Digital Songs      | 67       |
| Estados Unidos | Streaming Songs    | 68       |
| Estados Unidos | Twitter Top Tracks | 13       |

### Certificaciones
| País           | Organismo certificador | Certificación | Ventas certificadas | Ref.    |
| -------------- | ---------------------- | ------------- | ------------------- | ------- |
| Australia      | ARIA                   | Platino       | 70 000              | [ 108 ] |
| Canadá         | Music Canada           | 3× Platino    | 240 000             | [ 109 ] |
| Dinamarca      | IFPI Dinamarca         | Oro           | 45 000              | [ 110 ] |
| Estados Unidos | RIAA                   | 2× Platino    | 2 000 000           | [ 111 ] |
| Italia         | FIMI                   | Oro           | 25 000              | [ 112 ] |
| Noruega        | IFPI — Noruega         | Platino       | 60 000              | [ 113 ] |
| Nueva Zelanda  | RMNZ                   | Oro           | 7500                | [ 114 ] |
| Polonia        | ZPAV                   | Oro           | 10 000              | [ 115 ] |
| Portugal       | AFP                    | Oro           | 10 000              | [ 116 ] |
| Reino Unido    | BPI                    | Platino       | 600 000             | [ 117 ] |
| Suecia         | GLF                    | Oro           | 20 000              | [ 118 ] |

## Historial de lanzamientos
| País           | Fecha de lanzamiento | Formato                        | Ref.    |
| -------------- | -------------------- | ------------------------------ | ------- |
| Alemania       | 1 de julio de 2015   | Descarga digital               | [ 119 ] |
| Australia      | 1 de julio de 2015   | Descarga digital               | [ 120 ] |
| Brasil         | 1 de julio de 2015   | Descarga digital               | [ 121 ] |
| Estados Unidos | 1 de julio de 2015   | Descarga digital               | [ 1 ]   |
| Estados Unidos | 7 de julio de 2015   | Radio de éxitos contemporáneos | [ 122 ] |
| Bélgica        | 31 de julio de 2015  | Descarga digital               | [ 123 ] |
| Reino Unido    | 28 de agosto de 2015 | Descarga digital               | [ 124 ] |